# Giulio Boldrini
Giulio Boldrini (Ostellato, 7 luglio 1946) è un ex calciatore italiano, di ruolo libero o mediano.

## Carriera

La rosa della SPAL 1975-1976, Boldrini è il quarto in piedi da sinistra tra Leonardo Grosso e Silvano Gelli.

Mediano poi arretrato a libero, crebbe calcisticamente nell'Ostellato per poi passare prima nella Portuense e in seguito alla SPAL di Paolo Mazza.
Dopo aver fatto la trafila nelle giovanili (Boldrini fece anche parte della squadra che vinse lo scudetto con la De Martino), esordì in Serie A il 3 dicembre 1967 nella gara interna vinta contro la Sampdoria. Quel campionato si concluse con la retrocessione dei biancazzurri in Serie B. Il 7 gennaio 1968, schierato all'ala destra contro la Fiorentina, nel tentativo di contrastare Amarildo procurò un infortunio al brasiliano.
Retrocessa la SPAL, dopo aver disputato le sue uniche 17 gare in Serie A, Boldrini venne confermato titolare anche l'anno successivo. Per lui 32 partite e nuova retrocessione spallina. Nei successivi quattro campionati di Serie C gioca 104 partite di campionato, poi torna, nel 1973, in Serie B sotto la guida di Mario Caciagli e in altri quattro campionati di Serie B scende in campo altre 134 volte. In totale saranno 287 le partite di Boldrini con la maglia della SPAL: 17 in Serie A, 166 in Serie B e 104 in Serie C, segnando in tutto un solo gol, il 20 maggio 1973 decisivo per il pareggio a Empoli. È tuttora il calciatore che ha giocato più gare in assoluto con la maglia biancazzurra.
Solo con la nuova retrocessione della SPAL in Serie C e con l'allontanamento di Mazza dalla società, Boldrini, nel 1977, emigrerà nella Paganese sempre in Serie C dove gioca le sue ultime 35 partite fra i professionisti. A 32 anni decide di impiegarsi in una filiale di banca a Ostellato e giocare fra i dilettanti con la squadra locale che lo vide tirare i primi calci.

## Palmarès
- Campionato italiano Serie C: 1

SPAL: 1972-1973 (girone B)